# Bombus soroeensis
Espèce
Bombus soroeensis, le bourdon danois, est une espèce de bourdons du genre Bombus et du sous-genre Kallobombus. Il est présent dans la plupart des pays d'Europe ainsi qu'en Turquie.  